# ヴァイオリン協奏曲 (コルンゴルト)
エーリヒ・ヴォルフガング・コルンゴルトの《ヴァイオリン協奏曲 ニ長調》作品35は、1945年に作曲され、アルマ・マーラー＝ヴェルフェルに献呈された作品。

## 概要
亡命者仲間でヴァイオリニストのブロニスラフ・フーベルマンの説得によって作曲された。1947年2月15日にヤッシャ・ハイフェッツの独奏と、ウラディミール・ゴルシュマン指揮セントルイス交響楽団の演奏によって初演が行われた。初演の際、批評家から「時代錯誤」のそしりを受けたが、その後もハイフェッツが演奏と録音を続けたことにより、コルンゴルトの最も有名な作品となった。
コルンゴルトは映画音楽の作曲家として成功したが、コルンゴルトのヨーロッパ時代と渡米後の芸術音楽活動についての評価は芳しくなく、この協奏曲も低い評価に甘んじてきた。しかし、ハイフェッツ生誕百周年を記念した音源の復刻や評伝の出版などを通じて、この作品の存在が浮き彫りにされ、またそれに前後して、ギル・シャハムやヒラリー・ハーンらの若手による積極的な録音やコンサート演奏により、この作品の魅力が再発見された。こうして現在では、サミュエル・バーバーの作品と共に、20世紀の新ロマン主義音楽の代表的なヴァイオリン協奏曲に数えられるようになった。

## 作風
世紀末ウィーンの残り香を漂わせた、濃密で抒情的な音楽語法で作曲されており、洗練された管弦楽法も発揮されている。ちなみに偶然にも調性と作品番号は、チャイコフスキーの協奏曲と全く同じである。

### 楽器編成
- ピッコロ、コーラングレ、バスクラリネット、コントラファゴット（2番奏者が持ち替え）、
- フルート、オーボエ、クラリネット、ファゴット（各2）、
- ホルン4、トランペット2、トロンボーン、
- ハープ、ヴィブラフォン、シロフォン、チェレスタ
- ヴァイオリン独奏
- 弦5部

### 楽章構成
コルンゴルトは、クラシック音楽の訓練で培われた洗練された音楽語法をハリウッド映画界にもたらしたが、その反面、自作の映画音楽に触発された芸術音楽の創作も行なっている。同時期のコルンゴルトの他の器楽曲（たとえば《弦楽四重奏曲 第3番》や《チェロ協奏曲》）と同じく、この協奏曲も各楽章の主題の素材を映画音楽から転用している。
第1楽章 モデラート・ノビレ Moderato nobile
ニ長調。ソナタ形式（またはソナチネ形式）のように構成されているが、自由な形式の幻想曲風の楽章と見ることもできる。序奏なしでヴァイオリン独奏が歌い上げていく格調高い旋律は、1937年の映画音楽《砂漠の朝（Another Dawn）》のテーマ音楽が原型であり、わずか5音で2オクターヴの音程を駆け抜けて行く。躍動的な第2主題を経たのち中間部において、1939年の映画音楽《革命児フアレス (Juarez)》の「カルロッタの主題」の旋律が、ほぼ丸ごとヴァイオリン独奏によって引用される。この主題はイ長調に終始するが、いくぶん短調に傾きがちである。また、その後の第1楽章の変奏とカデンツァを準備する役目も果たしている。カデンツァの後に再現部となる。第1主題がオーケストラ全奏によって呈示され、「カルロッタの主題」の回想とその展開が続いた後、第2主題によって溌剌とした締め括りを迎える。
第2楽章 ロマンツァ Romanze
ト長調。しめやかで神秘な導入部に導かれて、ヴァイオリン独奏によるロマンス楽章の主要主題が始まる。主要主題は、1936年の映画音楽《風雲児アドヴァース（Anthony Adverse）》から取られており、対比的な中間部を経て、再現部で丹念に変奏されていく。中間部は映画音楽から取られておらず、特にこの協奏曲のために新たに書き起こされたようである。
第3楽章 アレグロ・アッサイ・ヴィヴァーチェ Allegro assai vivace
ニ長調。ロンド・ソナタ形式。ヴァイオリン独奏にとって最も技術的要求の高い楽章で、スタッカートによる跳躍音型の第1主題に始まる。第2主題は1937年の映画音楽《放浪の王子（The Prince and the Pauper）》のテーマ音楽からとられており、ヴァイオリン独奏により変ロ長調で呈示される。全曲の華麗な幕引きに相応しく、超絶技巧の駆使されたクライマックスを築き上げていく。